# Jean-Jacques Ampère
Jean-Jacques Ampère (Lião, 12 de agosto de 1800 — Pau, 27 de março de 1864) foi um filólogo, escritor e historiador francês. Estudou música folclórica e poesia popular da escandinávia durante uma viagem aos países do norte europeu.

## Vida
Nascido em Lyon e filho único do matemático e físico André-Marie Ampère. Ele estudou música folclórica e poesia popular dos países escandinavos em uma extensa viagem pelo norte da Europa. Ele voltou para a França em 1830 e distribuiu uma série de poemas escandinavos e alemães no Ateneu de Marselha. O primeiro deles, impresso como De l'Histoire de la poésie (1830), foi praticamente a primeira introdução do público francês ao épico da Escandinávia e da Alemanha.
Mudando-se para Paris, lecionou na Sorbonne enquanto lecionava história da literatura francesa no Collège de France.
Uma viagem ao Norte da África (1841) foi seguida por um tour por Nápoles, Malta, Siro, Atenas, Éfeso, Magnésia, Sárdis, Esmirna, Constantinopla e Roma, na companhia de Prosper Merimée, Jehan de Witte e Charles Lenormant. Esta Voyage dantesque (impressa em seu La Grèce, Rome et Dante: études littéraires d'après nature, 1848) tornou possível popularizar os estudos de Dante na França.
Em 1848 tornou-se membro da Academia Francesa e em 1851 visitou a América. A partir dessa época, ele se ocupou com sua obra-prima L'Histoire romaine à Rome (4 vols., 1861-1864), até sua morte em Pau.
Correspondence et souvenirs (2 vols.) de AM e JJ Ampère (1805-1854) foi publicado em 1875. Notícias sobre JJ Ampère podem ser encontradas em Portraits littéraires, vol. iv., e Nouveaux Lundis, vol. xiii. de Sainte-Beuve ; e em Portraits historiques et littéraires (2ª ed., 1875) de P Merimée.

## Obras
- De l'histoire de la poésie (1830)
- De la littérature française dans ses rapports avec les littératures étrangères au moyen âge (1833)
- Littérature et voyages: Allemagne et Scandinavie (1833)
- Histoire littéraire de la France avant le XIIème. siècle (3 volúmenes) (1839)
- Histoire de la littérature au moyen âge. De la formation de la langue française (3 volúmenes) (1841)
- Ballanche (1849)
- La Grèce, Rome et Dante : études littéraires d'après nature (1848)
- Littérature, voyages et poésies (2 volúmenes) (1848)
- L'histoire romaine à Rome (4 volúmenes) (1856)
- César, scènes historiques (1859)
- Promenade en Amérique (2 volúmenes) (1860)
- La science et les lettres en Orient (1865)
- Mélanges d'histoire et de littérature (2 volúmenes) (1867)
- L'Empire romain à Rome (2 volúmenes) (1867)
- Voyage en Égypte et en Nubie (1868)
- Christian ou l'année romaine (1887)
- Jean-Jacques Ampère, Voyage dantesque / Viaggio dantesco [1839], edizione con testo a fronte, introduzione, nota al testo e testo critico a cura di Massimo Colella, Firenze, Società Dantesca Italiana – Polistampa (“Il viaggio di Dante”, 1), 2018, pp. 264.